# José Nasazzi
José Nasazzi Yarza (24. maj 1901 – 17. juni 1968) var en uruguayansk fodboldspiller, der var anfører på det uruguayanske landshold, der vandt guld ved den allerførste VM-slutrunde nogensinde, VM i 1930. Han var desuden med til at vinde Copa América i både 1923, 1924, 1926 og 1935, samt OL i både 1924 i Paris og 1928 i Amsterdam.